# Undine Gruenter
Undine Gruenter (Colonia, 27 agosto 1952 – Parigi, 5 ottobre 2002) è stata una scrittrice tedesca.

## Biografia
Era la figlia della scrittrice Astrid Gehlhoff-Claes e del germanista Rainer Gruenter. Nonostante ciò, trascorse il primo anno e mezzo della sua vita in un orfanotrofio.
Studiò giurisprudenza, lettere e filosofia alle università di Heidelberg, Bonn e Wuppertal, di cui il direttore di quest'ultima, fu all'epoca, suo padre. Si sposò con lo studioso di lettere Karl Heinz Bohrer.
Nel 1986 ottenne la borsa di studi per lettere dello Stato federato tedesco della Renania Settentrionale-Vestfalia.
Dal 1987 visse a Parigi. Due mesi prima della sua morte (a causa di una sclerosi laterale amiotrofica), poté concludere l'ultimo romanzo "Der verschlossene Garten" ("Il giardino chiuso"). Il suo lascito si trova nell'archivio di lettere tedesche a Marbach sul Neckar

## Opere
- 1986 Un'immagine dell'agitazione (romanzo) ("Ein Bild der Unruhe")
- 1989 Cecità notturna (racconti) ("Nachtblind")
- 1991 Il caffè di vetro (racconti) ("Das gläserne Café")
- 1992 Espulsione dal labirinto (romanzo) ("Vertreibung aus dem Labyrinth")
- 1993 Epifanie, offuscate (prosa) ("Epifphanien, abgeblendet")
  - riedizione 2010: Epifanie, dissolte, 56 brani in prosa, Berliner Taschenbuch Verlag, Berlino 2010 ISBN 978-3-8333-0669-3
- 1995 L'autore in quanto suggeritore ("Der Autor als Souffleur"), giornale 1986 - 1992
- 2001 Il nascondiglio del Minotauro (romanzo) ("Das Versteck des Minotauros")
- 2003 Gli ospiti estivi a Trouville (racconti) ("Sommergäste in Trouville")
- 2004 Il giardino chiuso ("Der verschlossene Garten")
- 2005 Libertinaggi parigini (prosa) ("Pariser Libertinagen")
- 2008 Attraverso l'orizzonte – un poema ("Durch den Horizont – ein Poem")